# Rod Stephens
Rodrequis La'Vant Stephens (Atlanta, 14 giugno 1966) è un giocatore di football americano statunitense che ha militato nel ruolo di linebacker nella National Football League (NFL).

## Carriera
Al college Stephens giocò a football a Georgia Tech. Dopo non essere stato scelto nel Draft NFL 1989 firmò con i Seattle Seahawks, con cui rimase fino al 1994, tranne una breve parentesi con i Denver Broncos nel 1990 senza mai scendere in campo. Chiuse la carriera militando nei Washington Redskins nel 1995 e 1996.

## Record

### NFL
- Maggior numero di safety in una stagione: 2 - condiviso[1]

### Seattle Seahawks
- Maggior numero di safety in carriera: 2[2]